# جعفر التستري
الشيخ جعفر التستري (الشوشتري) النجفي (1230 هـ - 1303 هـ) هو رجل دين وفقيه ومرجع شيعي إيراني؛ كانت له القيادة الدينية للشيعة بمدينة تستر (شوشتر)، وكان كثير الترحال إلى العراق وغيرها من بقاع حيث استقّر فترات زمنية في بعض من المدن العراقية.

## ولادته ونشأته
هو جعفر بن حسين الشوشتري، يُسمّى الشُّوشْتَري نسبة إلى مدينة تُستر التي تُسمّى شوشتر بالفارسية، وكانت ولادته فيها إلّا أنه انتقل بمعيّة والده إلى الكاظمية؛ فابتدأ دراسته الدينية هناك على شيوخ الكاظمية، فقد درس عند عبد النبي الكاظمي علمي البيان والمعاني وعلوم اللغة العربية الأخرى، وقد اختصّ بأسد الله الكاظمي ودرس عنده كتاب شرح المختصر للعضدي. كان الطاعون قد انتشر في الكاظمية سنة 1245 هـ مما اضطر الشوشتري للقفول راجعاً إلى موطنه تستر.

## الهجرة الثانية إلى العراق
بعد أن فرّ الشوشتري من الكاظمية وعاد إلى موطنه تستر؛ رحل إلى العراق في فترة لاحقة، واستوطن مدينة كربلاء أولاً، ودرس عند بعض شيوخها كصاحب الفصول وشريف العلماء؛ حيث درس عندهما علم الأصول، كما درس عند إبراهيم القزويني صاحب الضوابط. وبعد فترة من بقائه في كربلاء؛ ارتحل إلى النجف وقرأ على صاحب الجواهر، وعلى علي بن جعفر كاشف الغطاء. وقد رجع فترة إلى موطنه تستر إلّا أنه رجع إلى النجف مرة أخرى عام 1255 هـ والتحق بدروس مرتضى الأنصاري.

## التصدي للمرجعية
بعد سنوات من بقائه في النجف وتتلمذه على مرتضى الأنصاري وغيره من شيوخ الشيعة؛ استقر الشوشتري في موطنه تستر وتصدّى للمرجعية الدينية، وكتب رسالة عملية باللغة الفارسية بعنوان منهاج الرشاد مُوجّهة لمُقلّديه ممن يعملون بفتاواه، وأسس بالمدينة حسينيةً؛ غير أن بقائه في تستر لم يدم طويلاً حيث تعرّضت حسينيته إلى حادثة جعلته يرتحل مع أهله وعياله إلى النجف، وقد ذكر صاحب الأعيان هذه الحادثة بإجمال في أعيانه فقال ما نصّهُ: ”ولمّا وُلِّي عربستان حشمة الدولة ابن ناصر الدين شاه استجار أحد المجرمين بالحسينية التي بناها الشيخ بتستر وكانت حمى فأمر الشاه زاده بأخذ ذلك المجرم من الحسينية فأخذ، فلما علم الشيخ غضب لله وأمر بإغلاق الحسينية وخرج بأهله وعياله إلى النجف فأقام به وكان له من المقام الأسنى فيه من حيث التدريس وإمامة الجماعة وطلب منه السلطان الرجوع إلى تستر وأرسل الأشراف والأعيان يطلبون منه ذلك“.
فلمّا كانت سنة 1302 هـ ارتحل لزيارة مشهد، ومرّ في طريقه على طهران، فيذكر صاحب الأعيان بهذا الخصوص: ”فورد طهران واستقبل استقبالا عظيما وصلى بالناس في أعظم مساجدها وصعد المنبر ووعظهم ومضى إلى خراسان“، وبعد انتهائه من زيارة مشهد؛ رجع إلى طهران، واستقر فترة فيها.

## وفاته
بعد أن استقر الشوشتري في طهران بعد رجوعه من زيارة مشهد؛ آثر الذهاب إلى العراق، فخرج لكنه تُوفي في الطريق وتحديداً بمنطقة كرند وهي من توابع كرمانشاه وذلك في العشرين من صفر 1303 هـ؛ وحُملت جنازته إلى النجف ودُفن بها.

## مؤلفاته
| - الخصائص الحسينية. كتبه باللغة العربية في خصائص الحسين بن علي حسب المرويات الشيعية، وقد تُرجم هذا الكتاب إلى الفارسية ترجمات عديدة. - منهج الرشاد. رسالة عملية حاوية لفتاواه وموجّهة لمقلديه، وقد ذُكر أن لهذه الرسالة ترجمة عربية؛ غير أنّه لم يُذكر أن الرسالة المعرّبة بقلم المؤلف نفسه، أم أن شخصاً آخر عرّبها. - مجالس البكاء. | - رسالة في أصول الدين. - واجبات الصلاة. - فوائد المشاهد. - المواعظ. جُمع في هذا الكتاب مجالسه ومحاضراته التي كان يلقيها بالفارسية، وقد تُرجم إلى العربية ترجمتين؛ ترجمة هاشم الصالحي حملت نفس العنوان، وترجمة إبراهيم رفاعة حملت عنوان الأيام الحسينية. |